# E574号線
E574号線 (E574ごうせん、英: European route E574) はルーマニアにあり、バカウ – ブラショヴ – ピテシュティ – クラヨーヴァを結ぶ、欧州自動車道路のBクラス幹線道路。
- ルーマニア
  - E85号線 – バカウ
  - E578号線 – キキシュ
  - E60号線,E68号線 – ブラショヴ
  - E81号線 – ピテシュティ
  - E70号線,E79号線 – クラヨーヴァ